# Вищі навчальні заклади України (серія монет)
Вищі навчальні заклади України — серія ювілейних та пам'ятних монет, започаткована Національним банком України в 1998 році.
|                                                                    |  |  |
| Перша монета серії - 100 років Київському політехнічному інституту |  |  |

## Монети в серії
У серію включені такі монети:
- Ювілейна монета «100 років Київському політехнічному інституту»
- Ювілейна монета «100-річчя Національної гірничої академії України»
- Ювілейна монета «125 років Чернівецькому державному університету»
- Ювілейна монета «Острозька академія»
- Ювілейні монети «170 років Київському національному університету»
- Ювілейна монета «Національна юридична академія України імені Ярослава Мудрого»
- Ювілейні монети «200 років Харківському національному університету ім. В. Н. Каразіна»
- Ювілейна монета «75 років Харківському національному аерокосмічному університету ім. М. Є. Жуковського»
- Ювілейна монета «100 років Київському національному економічному університету»
- Ювілейна монета «Харківський національний економічний університет»
- Ювілейна монета «225 років Львівському національному медичному університету»
- Пам'ятні монети «165 років Національному університету Львівська політехніка»
- Пам'ятні монети «125 років Національному технічному університету Харківський політехнічний інститут»
- Пам'ятні монети «350 років Львівському національному університету імені Івана Франка»